# Joël Leick
Joël Leick, né le 24 janvier 1961 à Thionville, est artiste peintre, photographe, poète, éditeur de livres d'artiste (Books & things). Il côtoie nombre d'écrivains et de poètes contemporains d'horizons divers. Il anime un atelier d’approche au livre d'artiste à Paris Atelier.

## Parcours
Issu d'un environnement familial modeste, Joël Leick comprend très jeune la nécessité d’une orientation personnelle. Grandir dans la ville de Florange, ébranlée par des mutations économiques désastreuses au niveau social, fait naître un projet où l'imaginaire devient le moteur de son émancipation.
Le creuset de son travail est façonné à partir de fragment d’un réel qui disparaît.
Ses œuvres, toiles, photographies, livres ou estampes, mettent en relation graphisme, peinture, images et mots. Les correspondances initiées par l’artiste dépassent la simple analogie pour ouvrir vers un monde poétique où éléments plastiques et graphiques se côtoient, s’affrontent, se subliment. Ses rencontres avec les lieux, les objets donnent chaque fois naissance à des expériences esthétiques novatrices.
À travers des séries de photos, il fait vivre la magie du lieu en restant « en équilibre avec le réel qui se défait et part en bribes » selon le mot de Giorgio de Chirico.
Depuis 2001, il vit et travaille à Paris.

### Construction du réel et assises de l’expérience
Très tôt, le rapport au monde est senti, compris, en excluant toute vision passive. Dans la ville de Florange, en Lorraine, où se trouve la maison familiale, l’enfant poursuit une scolarité plutôt difficile dont la structuration est décalée. Il implante son premier lieu-atelier, sous les combles du foyer.

« Côté jardin, je voyais l’usine.
Côté rue, c’était l’imprimerie Marshal. L’arrêt du bus qui nous permettait de regagner l’école se trouvait côté rue. Toute proche, avait été construite une imprimerie que jouxtait un hangar. Un jour, par temps de pluie, j’ai poussé cette porte et me suis trouvé face à des piles de papier de plusieurs mètres de hauteur. Au sommet de ces monuments de papier, des plaques en plomb, des linotypes complètes de leurs lettres préparées à l’envers. »

Ce premier contact avec l’intérieur du livre va être marquant : Joël Leick prend quelques feuilles empilées, il sent intuitivement que sa vie ne sera pas liée à celle de l’usine, et, parallèlement, se développe une envie de graver, en particulier des paysages, à la pointe sèche, en fait, en s’essayant à tous les outils qui vont obéir et répondre à ce besoin.

« Mes premiers essais, je les ai faits avec une plume Sergent major : je grattais la surface du papier, puis je remplissais d’encre la gouttière ainsi obtenue. »

C’est alors l’époque qui fait sentir le besoin de guides, de maîtres qui structurent, comprennent ses impulsions et ses besoins. C’est aussi le moment où une boulimie de lectures parcourt cet autodidacte, comme il aime à se définir. Il est en effet dans cette phase de demande intellectuelle qui passe par des besoins de lectures de toutes natures, mais fortes, puissantes qui sont chacune une source potentielle d’impressions, a priori fugaces, mais dont l’action se poursuivra parfois dans des œuvres à venir Pour éparses qu’elles puissent sembler, ces familiarités avec différents auteurs ne sont pas dénuées de sens : la structuration dans la durée avec les classiques comme le Manuel des techniques de gravure de Bersier, l’intensité des émotions chez des auteurs comme Blaise Cendras, Arthur Rimbaud, Lautréamont, Garcia Lorca, Saint-John Perse : « j’aimais me perdre dans l’exaltation des mouvements des phrases » commente Joël Leick.

Adolescent déjà, il souhaite suivre un cursus aux Beaux-arts, mais il n’en a pas l’âge. L’entrée à l’école des beaux-arts de Metz lui semble trop éloignée de ses nécessités personnelles : 

« J’ai constaté que j’étais dans un aléatoire qui s’ouvre à l’intuition, comme à la sensibilité. Ce qui permet de creuser un sillon pour exister et avancer, un peu comme Stalker du cinéaste Tarkovsky, avec ce personnage qui va au-delà d’une zone protégée. »

Ces sentiments mêlés restent une attitude très naturelle et spontanée qui guide ce néohumaniste à travers ses réalisations d’œuvres diverses, qu’elles qu’en soient les échelles, les contenus et les supports.
L’année 1990 est importante : la ville de Thionville et la Drac de Lorraine lui attribuent un atelier d’artiste. C’est alors l’époque où son travail s’attache à chercher et à conserver l’importance de la trace, du papier trouvé, du collage. Il met en présence des éléments divers voire disparates, en tout cas sans lien logique ou rassurant avec ce qui va constituer un reliquat, un tout relégué. Ces éléments de déréliction continuent d’exercer leur impact actif sur une construction à venir, sur une nouvelle existence. Là encore, le travail d’agissement, d’intervention sur le papier s’avère une continuité à ses lectures de « rhomeriennes » : il met en situation une carte, des signes et des choses : lorsqu'il va emprunter des livres en bibliothèque, il se laisse porter par un hasard qui n’en est pas vraiment un : « je suis comme un oiseau sur la branche, vivant au jour le jour des projets qui me font aller de l’avant. » Ses écrivains phares restent au fil des années François Augiéras, Charles-Albert Cingria, Knut Hamsun…

### L’approche exploratoire au livre
Les premiers livres, traduisent une volonté de fixer des traces, comme lorsqu'une exploration doit porter ses fruits après un laps de temps passé à fixer un cadre, et un repère. Pour les premières réalisations, la technique du découpage s’articule autour de catalogues alors conçus comme des fournisseurs de données récupérées pour les insérer dans des livres pliés. Cette approche, le jeune homme l’effectue sans avoir connaissance des collages de Max Ernst ou de ses contemporains ; cette recréation d’un univers autre, elle est le fruit d’une nécessité qui vise à intégrer des formes, des éléments disjoints dont la synthèse crée des ensembles cohérents et autonomes.
Les séries : une idée d’ensemble impose sur différentes pièces une unité esthétique, graphique, dans un besoin impérieux de traduire des émotions. C’est ce besoin impérieux qui, dès le milieu des années 1980, qui amène ce créateur à entreprendre un travail par séries : Figuration de l’âme (1985), Mémoires du geste (1985), Palimpsestes et muses (1987-1988), Correspondances (1990), In vert (1992). Déjà, les mises en page sont savantes, magistrales, Joël Leick a compris, intégré la nécessité de se confronter à un univers né de ses besoins de structures, de mise en forme, de subtilités chromatiques. La première de couverture de In vert, résume à elle seule ce besoin d’être dans une image plurielle : telle un négatif photo, telle un frontispice usé : le temps a exercé une prise forte sur l’objet, sur l’œuvre qui est livrée au regard. Les pages intérieures, celles qui constituent le fil de l’ouvrage peuvent aussi être dissociées de cet ensemble : Joël Leick a procédé à la mise sous cadre de certaines feuilles de In vert, des huiles sur toile (31,5 sur 23,5 cm) qui montrent le caractère ouvert du livre chez lui : certes un vecteur de culture auquel ce créateur est sensible, il suffit de voir l’importance des papiers en attente de dialogues ou de notations personnelles qui sont stockés, amoncelés dans son atelier, mais, outre ce besoin intrinsèque, les œuvres isolées sont multiples, uniques, isolées, bientôt devenues suites, séries. C’est en cela que le livre est improbable, improbable parce qu’il ne sera pas uniquement et seulement livre. Il est toujours possible d’en avoir des prolongements insoupçonnés.
Joël Leick quitte en 2001 sa Lorraine natale pour une résidence d’artiste à la Cité internationale des Arts à Montmartre. Il décide alors de vivre et de travailler à Paris l’année suivante, il obtient un atelier de la ville de Paris.

### La photographie, œuvre autonome ou accompagnante
Ce calligraphe sait l’importance de cette quête constante vers une gestuelle qui soit signifiante et en même temps libre. L’intégrité structurante du dessin ne s’avère pas suffisante à l’ampleur qui accompagne chaque création. Afin de remplacer le dessin et d’apporter une topologie, une géographie des sites, tout comme une présence, Joël Leick fait appel à d’autres moyens techniques, à une approche qui lui correspond et crée un lien entre le flou et l’image qui s’estompe : « en 1991, j’aborde ensuite le travail sur la photo en quelques images construites » décide-t-il. Par ce biais, les relations entre l’écriture et la photo, la gravure et la photo vont aller de pair.

Dans un court texte, Métro, il explique de façon concrète autant que poétique les liens subtiles qui permettent à un moyen expressif de se substituer à une autre approche pour en capter une émotion tout aussi lourde, tout aussi prégnante : 

« le regard fixe de la jeune fille assise en face de moi mérite bien mon attention. Elle joue avec ses lèvres. Allons savoir ce qu'elle attend en me regardant ainsi ? Mettre de l'énergie dans un regard nécessite une réelle volonté. Car je ne baisse pas mes yeux, ils signent l'audace, le désir de faire un portrait. Son portrait. Ne disposant pas d'appareil photo sur moi, j'écris ces lignes sur des feuilles volantes, en relevant la tête vers elle. »

Depuis lors, il y a photo et aussi, et, parallèlement, relation au monotype et à la photo, même si les deux disciplines sont présentes sur la même feuille. Les processus de l’une à l’autre ont des rapports quasi croisés : lorsqu’on prend une photo, on sait quelle est l’image que l’on est en train de fixer ; ce qui est différent lorsqu’on tire une gravure, voire un monotype. Ce capteur d’image, photographe aussi, va constituer une banque d’images grâce au polaroïd, « l'épreuve Polaroid prend les couleurs du temps : un bleu feutré apparaît, une netteté toute relative s'établit au premier plan, l'affaire s'annonce subtile, à la surface de la petite photo carrée nos regards inquiets se reflètent. Dans la partie que se réserve le ciel, tout fond là-haut, les couleurs se délavent. On aperçoit une meule dans un coin du ciel. » La rapidité de mise à disposition d’un résultat, comme immédiat, présent, permet ensuite des reprises, voire des prises nouvelles de photo grâce à cet appareil qui sait a priori calibrer des séquences de vie, de souvenir, de rêve, d’imaginaire.
La singularité de Joël Leick est véritablement dans l’approche extrêmement libre de la photo qui doit se plier complètement, comme le trait de lavis, la gravure, le dessin à une volonté de mise en espace pour constituer parfois un des seuls éléments de l’œuvre qui recueille des émotions auparavant éparses puis toutes remises ensemble par découpage, collage, reprise en photocopie, comme si la synthèse était ce qui avait été le processus complet a priori visé. Il est conscient de l’aspect complexe qui l’oblige en quelque sorte à mêler photo et écriture : « un quadrillage au sol pour avertis. De l'autre côté de la route : le vert en polyptyque et le rouge qui passe un parapluie à la main / c'est bougé et ça se développe. Je pense en regardant les photos à la mémoire de ce jouet : le petit Yashica latent dans la poche droite de mon imperméable. Il y a du temps compris dans le périmètre 10 × 15 de la photo et d'une image isolée dans ma tête, le décalage se situe là : l'épreuve conduite vers la trachée. »
De telles notations, on les retrouve dans des livres comme Au jour dit (2000), collaboration avec Pierre Bourgeade, qui montre les liens ténus et complémentaires entre photographies, peintures et texte ; un manuscrit comme Sans titre, de la même année, réunit texte manuscrit de Philippe Denis, photographies et découpes de Joël Leick.

### Multiple et monotype
Joël Leick consulte, pioche, recourt à l’histoire des sciences qui devient en fait un mémorial de simples et efficaces supports contrôlés, manipulés, suivis, afin que, tous, ils se plient à son idée, à son envie directrices. Les possibilités de réalisations sont autant le monotype tel que l’ont utilisé les impressionnistes ou, qu’avant eux, les dessinateurs qui, comme Hubert Robert (1733-1808), savent tirer une contre-épreuve d’un dessin à la craie, en sanguine ou d’une gravure, la représentation se trouve alors reproduite sur la deuxième feuille, mais en sens inverse et dans une tonalité un peu plus pâle. « Le monotype me semble sans conteste le meilleur lien entre la peinture et la gravure » annonce face à des œuvres récentes, Joël Leick, qui, depuis 1985-1987, utilise ce medium correspondant parfaitement à ce besoin de travailler par adjonction et grattage, en noir et blanc et en bichromie aussi. L’approche si intime à cette gravure qui reste, une trace, un unique aussi, est liée à la familiarité avec le travail de quelques maîtres, Rembrandt aquafortiste, les clichés-verre de Corot, les impressions de Seghers. Il n’empêche que depuis les leçons données par ces maîtres, l’idée, les pratiques personnelles ont fait leur chemin. « Je n’ai que des effets personnels » se plaît à écrire Joël Leick, qui, en l’occurrence, reprend le geste simple de la presse ; il est face à son impression, et, faute de machine, sait comment répartir la pression sur la feuille qui est sollicitée afin de faire naître une empreinte unique. Encore face à cette technique, le monotype n’est pas lié à un processus solitaire, les réalisations réunissent texte et image, trace et mémoire. Pigment, lavis, huile, collage, sont autant de prolongements à des tons, à des mises en pages qui disent le plaisir du moment comme celui des mémoires.

### Leslivres d’artiste
Le domaine du livre est et reste un champ d’action et de collaborations ouverts vers d’autres écritures, vers d’autres regards, vers d’autres contenus. Les œuvres réalisées montrent la passion de ce concepteur d’univers, de cet auteur toujours inspiré. En dépit de sa création tout en méandres ou au contraire, grâce à sa richesse mouvante, Joël Leick est et reste un lettré excentrique — avec tout le sens positif que confère à cet adjectif son étymologie, « hors du centre », hors du banal donc, et par ricochet, synonyme d’original — comme il en a existé et comme il en existe encore de par le monde, de ces créateurs à l’imaginaire toujours aux aguets, en éveil, sachant combien le livre est dialogue, échange. 

« Le livre est un pays (…). Enfant, je cachais des livres au fond du grenier. Des carnets à passion, on y annote rêves et désespoirs. (…). Dans la vie je n’arrive pas à faire grand-chose, sauf un livre. »

Depuis son premier achat, Du surréalisme au lettrisme, livre d’Isidore Isou, Joël Leick a alors 16 ans, les rencontres se sont étagées, multipliées, des centaines de manuscrits et livres d’artiste, de dialogue aussi, ont vu le jour. Chaque rencontre a été une collaboration différente, le livre peut être rencontre directe, échange épistolaire, intervention ou bien performance, comme Peindre dans la lumière avec Yves Bergeret ou bien seul. « Je conduis également, seul, des livres-performances de formats géants tels des serpents de 6 à 10 mètres de long. »
Les lieux sont parfois bien peu idéaux à la réalisation du livre, « je me souviens d’un livre emporté par le vent dans le canal de l’Ourcq à Bobigny ! » Les formats sont très libres, divers, le livre dépliant ou leporello « fragmente le paysage, il installe pour chaque page-pan le désir de fragmentation. Tous ces détails ou indices disséminés ou présentés à chaque page forment un ensemble cohérent dès que l’on déploie entièrement l’ouvrage ». C’est dans cette même optique d’une nécessité personnelle qu’il confie : « depuis toujours, le livre est le moteur de mes recherches graphiques et picturales. C’est un véritable laboratoire portatif. Avec lui, je transporte mes idées, mes essais, il donne la couleur et le ton de mes propos. Tel un miroir de poche, il est l’autoportrait, ma chance ».
Parmi les collaborations multiples, Joël Leick a depuis 1994 réalisé une centaine de livres manuscrits avec Michel Butor, de même que des correspondances croisées ont permis aussi des éditions marquantes ; Pierre Bourgeade, Robert Marteau, Yves Peyré, Jacques Rebotier, François Zénone, Salah Stétié, Hubert Lucot, Zeno Bianu… Il a, dès le début de singulière aventure, participé à l’approche du livre pauvre avec Daniel Leuwers et à la première exposition de ceux-ci à la galerie du Fleuve, rue de Seine.
Avec Pierre Bergounioux s’installe une réelle complicité, tous deux travaillant à partir d’éléments trouvés dans les friches industrielles de Moselle ou de Dunkerque… Plusieurs livres voient le jour aux éditions Fata Morgana.

### La performance synthèse des approches
La performance est souvent considérée en occident comme un phénomène marginal, presque à la marge de la création d’ampleur.
De par sa sensibilité, ce type d’intervention, centrifuge, pluridisciplinaire, lui convient très bien. La gestuelle, le mouvement sont des éléments techniques, psychologiques fondamentaux dans l’œuvre de ce lettré, calligraphe. Il est l’illustration la plus adéquate quant à l‘universalité de certaines pratiques, en l’occurrence de ce type d’œuvre si présent et incontournable en Chine. L’habileté manuelle n’est pas déconsidérée, ce n’est que quand l’artiste a pu oublier tout l’apprentissage et la lassante répétitivité des mouvements qu’il maîtrise son propos, le pinceau en arrive à se mouvoir sans lui. Sans le savoir, il rejoint de façon brillante l’ampleur des plus grands calligraphes extrême-orientaux qui, lors d’importants événements ou bien entre amis, vont réaliser des œuvres ensuite collectionnées par des institutions ou des lettrés. Lors de ses performances, Joël Leick sait prendre possession physiquement de l’espace qui lui est donné. La concentration face à l’œuvre déployée va se matérialiser au fil de son intervention qui sait concrétiser l’idée directrice d’abord in nuce puis, progressivement amenée à devenir une calligraphie qui prend possession également de l’intérêt des spectateurs alors parti prenant de l’œuvre.
Son intervention au centre culturel de Choisy-le-Roi (Val-de-Marne) a permis la création d’un manuscrit unique long de près de 10 mètres. Cette œuvre montre que le livre ou le manuscrit d’artiste se rattachent à part entière à l’art comme un tableau, une calligraphe, une photographie…
Au fil des travaux de Joël Leick, des constantes restent : sa frénésie de faire, son envie constante d’écrire aussi ; cependant, plus que celles du peintre et de l’écrivain, ce qui est marquant dans ses approches multiples au mot et au signe, ce sont sa vitalité autant que sa retenue : il s’apparente alors vigoureusement et intimement à cet état d’esprit qui est celui du calligraphe : le geste contient l’essence de l’œuvre, une économie de moyens va produire cette œuvre, où qu’elle soit, quelle qu’elle soit. De même, ce lettré a privilégié les échanges avec ses pairs, ses amis, des rencontres. De ses propos se dégage autant une foi en la vie et en son dynamisme qu’envers ce besoin intangible qui le pousse à créer pour son plaisir tout comme pour celui de ceux qui l’entourent.

## Collaborations
Auteurs avec lesquels Joël Leick a réalisé des livres et/ou des cartes postales :
Jacques Ancet, André-Pierre Arnal, Fernando Arrabal, François Augiéras, Georges Badin, Joël Bastard, Tahar Bekri, Mathieu Bénézet, Maurice Benhamou, Mohammed Bennis, Pierre-André Benoit, Albert Bensoussan, Karima Berger, Pierre Bergounioux, Zéno Bianu, Michel Bohbot, Xavier Bordes, Véronique Boulais, Pierre Bourgeade, Joë Bousquet, Michel Butor, Roger Caillois, Anne Cayre, Aimé Césaire, Roland Chopard, Charles-Albert Cingria, Patrick Chamoiseau, Philippe Claudel, Marguerite Clerbout, Francis Coffinet, Béatrice Commengé, Christophe Comentale, Cid Corman, Silvio Corsini, Fabienne Courtade, Jean-Gabriel Cosculluela, Laurent Debut, Cédric Demangeot, Antoine Emaz, Claude Faïn, Jean-Paul Gavard-Perret, Serge Gavronsky, Guy Goffette, Alain Gorius, Joseph Guglielmi, Olivier Houbert, Stephan Huynh-Tan, Monique Ilenicic, Ludovic Janvier, Frédéric-Yves Jeannet, Charles Juliet, Jacques Kober, Marie L., Gilbert Lascault, Benoît Lecoq, Daniel Leuwers, Hubert Lucot, André Pieyre de Mandiargues, Alain Marc, Robert Marteau, Matthieu Messagier, Abdelwahab Meddeb, Henri Meschonnic, Marie Morel, Anne Mulpas, Bernard Noël, Jean-Luc Parant, Yves Peyré, René Pons, Henri Pourrat, Marie-Françoise Quignard, René Quinon, Jacques Rebotier, Alain-Christophe Restrat, Tita Reut, Germain Roesz, Richard Rognet, Marie-Jo Roy, Youssef Saadi, James Sacré, Leila Sebbar, Salah Stétié, Pierre Tilman, Pierre Torreilles, Véronique Vassiliou, Joël Vernet, Jean Vodaine, François Zénone, Louis Zukofsky.

## Publications (sélection)
- Un calice noir, Éditions Vodaine, 1994
- C, éditions Æncrages & Co, 1994
- Fragments de Sicile, éditions Æncrages & Co, 1994
- llyadespaysagesilyades, Éditions du Rouleau libre, 1995
- Phrase à phrase, Éditions du Rouleau libre, 1995
- 1 paysage, Éditions Brandes, 1995
- La lézarde, Éditions Brandes, 1995
- Rien ne vient, Éditions Lieux-Dits, 1997
- Journées, Éditions La Main courante, 1999
- Cendre(s), Édition La Main courante, 1999
- Éléments du P., Éditions Dana, 1999
- Dessins n°, Éditions Collection Mémoires, 1999
- La Tentative de photographier, Éditions Voix Richard Meier, 1999
- L'Acte au pluriel, 12 stations, Éditions Passage d'encres, 2000
- La Languedechambre, Éditions Eika, 2000
- Une coulée heureuse, éditions Æncrages & Co, 2000
- Un texte sans cesse, Journal, 2001
- Suites et séries : monographie, entretien avec Michel Butor, Paris, L’Harmattan/Cour carrée, 2001
- Expériences dans le jardin à Fontfroide, Éditions Fata Morgana, 2002
- Loin, Éditions Fata Morgana, 2003
- Rectangles choisis, Éditions Fata Morgana, 2003
- Un texte sans cesse. Paris, Éditions Collection Mémoires, n.p., 2003[13]
- Le Partage du livre, préface de Bernard Noël et Yves Peyré, Nîmes, Carré d’art bibliothèque, 2003[14]
- Le Calendrier des aveux, Éditions Fata Morgana, 2004
- Je n’ai que des effets personnels (récit), Nancy, La Dragonne, 2004[15]
- L'Îlet de l'œil, Éditions Fata Morgana, 2005
- Monotypes et photographies, Éditions Fata Morgana, 2007
- Inventaire des jours, Éditions Galerie Schweitzer, 2007
- SX 70 : voyage & notes, Éditions Clot, 2007
- Journal de l'aspect, 7 volumes, Éditions Rencontres, 2007
- L'Œil scalpel, Éditions Sabar, 2007
- Rapprochements, Éditions Dumerchez, 2008
- L’Image possible. Saint Clément : Fata Morgana, 2010[16]
- Le Livre voyageur, éditions Æncrages & Co, 2010
- Paesaggio, Éditions Jean-Pierre Huguet, 2011
- L’Idéal et autres paradis : photographies, monotypes et livres d’artistes texte de Michel Butor, Marsal, musée du sel, 2011
- Éphéméride(s), Éditions Al Manar, 2012
- Carnet n°2, Hermance (Genève), Fondation Auer pour la photographie, 2013
- Cantilènes Oxydées de Philippe Berger (auteur) et Joël Leick (artiste), éditions Æncrages & Co, 2013

## Expositions (sélection)

### Expositions monographiques
- [2013] Journal de l’aspect. Hermance/ Genève : fondation Auer-Ory pour la photographie.
- [2012] Correspondances : Joel Leick, Michel Butor. Laon : Maison des arts, 2012.
- [2011] L’idéal et autres paradis, Musée Départemental du Sel, Marsal.
- [2010] Journal de l’aspect (2010), La coopérative, Centre d’art et de littérature, Montolieu ;
- [2008] « L’idéal » - Galerie Brun Léglise – Paris ; « L’amorce, l’image » - Galerie Kandler – Toulouse
- [2007] « La voie et La voix » - Lucien Schweitzer Galerie et Editions – Luxembourg ; « (L)Ivres voyageurs » – Médiathèque l’Apostrophe – Chartres.
- [2005] « L’image possible, 1 » - B.M. et C.C.J.B. » - Thionville ; « Le vu, le peint, l’écrit » - Cité du Livre – Aix-en-Provence ; « L’image possible, 2 » - Galerie Cour Carrée – Paris ; « L’image possible, 3 ».
- [2004] « Autoportraits et paysages » - Galerie Kandler – Toulouse
- [2003] « Le partage du livre » - Carré d’Art bibliothèques – Nîmes ; « Ca m’a dit ça » - Lucien Schweitzer Galerie et Éditions – Luxembourg
- [2002] « La nature des choses, 3 » - Landesvertretung Saarland – Berlin.
- [2001] « Parcours & Stations » - Lucien Schweitzer, Galerie et Éditions – Luxembourg.
- [1998] Joël Leick, instants du livre : paysages - Ville de Metz -Médiathèque du Pontiffroy

### Expositions collectives
- [2015] Cinquante ans des Editions Fata Morgana. Séte : musée Paul Valéry
- [2014] Gravures, stand Rémi Bucciali. Strasbourg : Art Strasbourg
- [2014] A selection of seven Parisian printmakers, Manhattan graphic center - New York.
- [2014] Gravures, stand Rémi Bucciali. Paris : Art Elysées
- [2014] Paris photo, stand Eva Meyer. Paris : Grand Palais
- [2014] Specific inventory. Paris : Eva Meyer
- [2014] Dialogue avec le livre. Montauban : musée Ingres
- [2014] Michel Butor et ses amis. Reykjavik : bibliothèque nationale
- [2014] L'usine à l'œuvre, livres d d'artiste. Saint Claude : musée de l'abbaye.
- [2013] Le corps dans tous ses éclats, livres d'artiste. Issy-les-Moulineaux.
- [2013] Centenaire des papiers collés : 1912-2013, collages. Céret : Galerie Oms.
- [2013] Hommage à Sacher-Masoch, travaux sur papier. Paris : Akie Arichi.
- [2013] Salah Stetie, manuscrits et livres d’artistes. Paris : Bibliothèque nationale de France.
- [2012] Salah Stetie et les peintres. Sète : musée Paul-Valéry ; Mouvances. Genève : Bac, coll. Auer
- [2010] « Déballages » - Lucien Schweitzer Galerie et Éditions – Luxembourg.
- [2007] « Livres d’Artistes » - Lucien Schweitzer Galerie et Éditions – Luxembourg ; « L’enfer de la bibliothèque » - Bibliothèque nationale de France – Paris ; « Petits riens pour jours absolus » - Centre d’Art et de Littérature – L’Echelle ; « Autres rives autres livres » - C.C.J.B. – Thionville ; « Zig-zag » - Atelier Clot – Paris (FR)/ River East Gallery – Greytown (NZ) ; « Autour d’Alain Jouffroy » - Galerie Akié Arichi – Paris ; « Tita Reut, Livres d’Artistes » - Artcurial – Paris ; ARTéNÎM – Nîmes ; Art Karlsruhe – Karlsruhe ; « Butor, l’écriture nomade » - Bibliothèque nationale de France – Paris ; « Butor. Dialogue avec les Arts » - Château de Maintenon – Maintenon ; « Peintres et Livres » - Domaine de Mme Elisabeth – Versailles ; « 13 artistes avec Butor » - Musée Faure – Aix-les-Bains ; « Le livre dans tous ses états » - Bibliotheca Alexandrina – Alexandrie.
- [2005] Substances, 2 » - Palais am Festungsgraben – Berlin ; « Dialogue de papier » - Musée des Avelines – Saint-Cloud ; « Livres pauvres » - Musée de la Littérature Roumaine – Bucarest ; « Les rougets » - Librairie Nicaise – Paris ; « Livres pauvres » - Bibliothèque Angelo mai – Bergame ; St-art – Strasbourg.
- [2004] « Substances » - Arsenal – Metz ; ArtParis – Paris.
- [2003] Artparis – Paris
- [2002] ArtParis – Paris
- [2001] « Kunstpreis Robert Schuman » - Musée de la Cour d’Or – Metz ; St-art – Strasbourg ; ArtParis – Paris ; Kunst-Köln – Cologne.
- [1999] L'estampe en France, Washington, fév.-avril, Inter American dpt bank, cultural center.
- [1991] 2e Triennale mondiale de l'estampe de petit format. Prix de la ville de Stavanger.

#### Ouvrages
- Pascal Fulacher, Six siècles d’art du livre : de l’incunable au livre d’artiste, Paris, Citadelles-Mazenod/Musée des lettres et des manuscrits, 2012, p. 240–241
- Daniel Leuwers, Les Très Riches Heures du livre pauvre, Paris, Gallimard, 2011
- Daniel Leuwers, Les Amorces de Joël Leick, Chartres, médiathèque l’Apostrophe, 2007
- Marie Minssieux-Chamonard, Butor, l’écriture nomade, Paris, Bibliothèque nationale de France, 2006
- Daniel Leuwers, Le Livre pauvre, s.l. Tarabuste, 2003

#### Revues
- Christophe Comentale, « Joël Leick, de la feuille de papier aux livres d’artistes », Art et métiers du livre, 2012 (292), p. 72-80 : ill.
- « Carnet d’hiver, 2010-2011 », Nunc, février 2011 (23). [16] pp.encartées après la p. 49
- Marie-Françoise Quignard, « Joël Leick ou le réel imaginaire », Nouvelles de l'estampe, 2005 (199)
- Virginie Kremp, « L’alchimie de la création : Michel Butor et Joël Leick », Bibliothèques, 2003 (10) ; p. 20-24 : ill.
- François Lenell, « Écriture(s), peinture(s) », Art et métiers du livre, 2000 (219)
- Marie-Paule Doncque, « Le livre d’artiste dans les bibliothèques. À propos d’une œuvre récente de Joël Leick », Metz, médiathèque, 2000 ; Cahiers Elie Fleur, 2000 (20) ; p. 99-114 : ill. en noir
- Michel Faucher, « Joël Leick : badaud impénitent », Cimaise, 1996 (244)
- Martine Arnault, « L’instant funambule », Cimaise, 1992 (218/ 219), pp. 61-67
- Jean-Luc Chalumeau, « Portraits et monographies », Opus international, 1992 (129)

#### Catalogues d'exposition
- Thionville. 15 septembre – 25 octobre 2009. Autres rives autres lieux : livres d’artistes sans frontières à Thionville. [p. 98-99 ; 262 œuvres et texte de Joël Leick]
- Thionville. 15 septembre – 25 octobre 2007. Autres rives autres lieux : livres d’artistes sans frontières à Thionville. [p. 133-136 ; œuvres et texte de Joël Leick]
- « L’Enfer de la bibliothèque », Paris, Bibliothèque nationale de France, 2007. 458 p. ill. [p. 426-428, œuvres de Joêl Leick]
- L’image possible, textes de Zeno Bianu, Michel Butor, Joël Leick, Marie-Françoise Quignard. Thionville : centre culturel Jacques Brel, 2005. 64 p. ill.
- Le vu, le peint, l’écrit : livres à 2 voix, livres d’artiste, polaroïds, œuvres sur papier. Aix-en-Provence : Cité du livre, 2005. 69 p. : ill. en coul.
- Metz, médiathèque du Pontiffroy, 1998, catalogue Joël Leick, Instants du livre : paysages, contributions de 17 auteurs [p. 39-44, Rectangles choisis de Joël Leick]
- Jean Vodaine, « Le passeur de mots, typographie et poésie ». Metz, médiathèque du Poulifroy ; Luxembourg : Bibliothèque nationale, 1997. 148 p. [p. 98-100, œuvre de Joël Leick]